# Engabao
Engabao es una comuna rural perteneciente al cantón Playas, en la costa de Ecuador. Hacia el 2013, la comuna contaba con alrededor de 7000 habitantes, la mayoría de ellos dedicados al turismo o a la pesca. La playa de Engabao es además un popular destino de surfistas.
La comuna está ubicada a 15 kilómetros al noroeste de la ciudad de Playas y su principal atractivo es la playa Paraíso. A tres kilómetros de distancia se ubica la comuna Puerto Engabao, de similar nombre.
Los habitantes de la comuna se identifican como descendientes directos de la civilización precolombina de los huancavilcas. En la actualidad, alrededor del 80% de ellos lleva el apellido Tomalá, que nació a partir del nombre del cacique huancavilca Tumbalá, a quienes los pobladores de Engabao consideran como su antepasado y líder histórico.
Engabao es además conocido por el buen nivel de aceptación que tienen las personas pertenecientes a la comunidad LGBT en comparación con otros sitios de Ecuador. Muchos de ellos han adoptado el identifcativo de «enchaquirados», que es el nombre con que se conoce a los hombres homosexuales que vestían ropas femeninas y formaban harenes en tiempos de los huancavilcas. En esa época, los enchaquirados tomaban el papel de sacerdotes o guardianes religiosos y tenían relaciones sexuales con los caciques de sus respectivas tribus. Los enchaquirados actuales afirman ser descendientes de esta tradición huancavilca.

## Historia

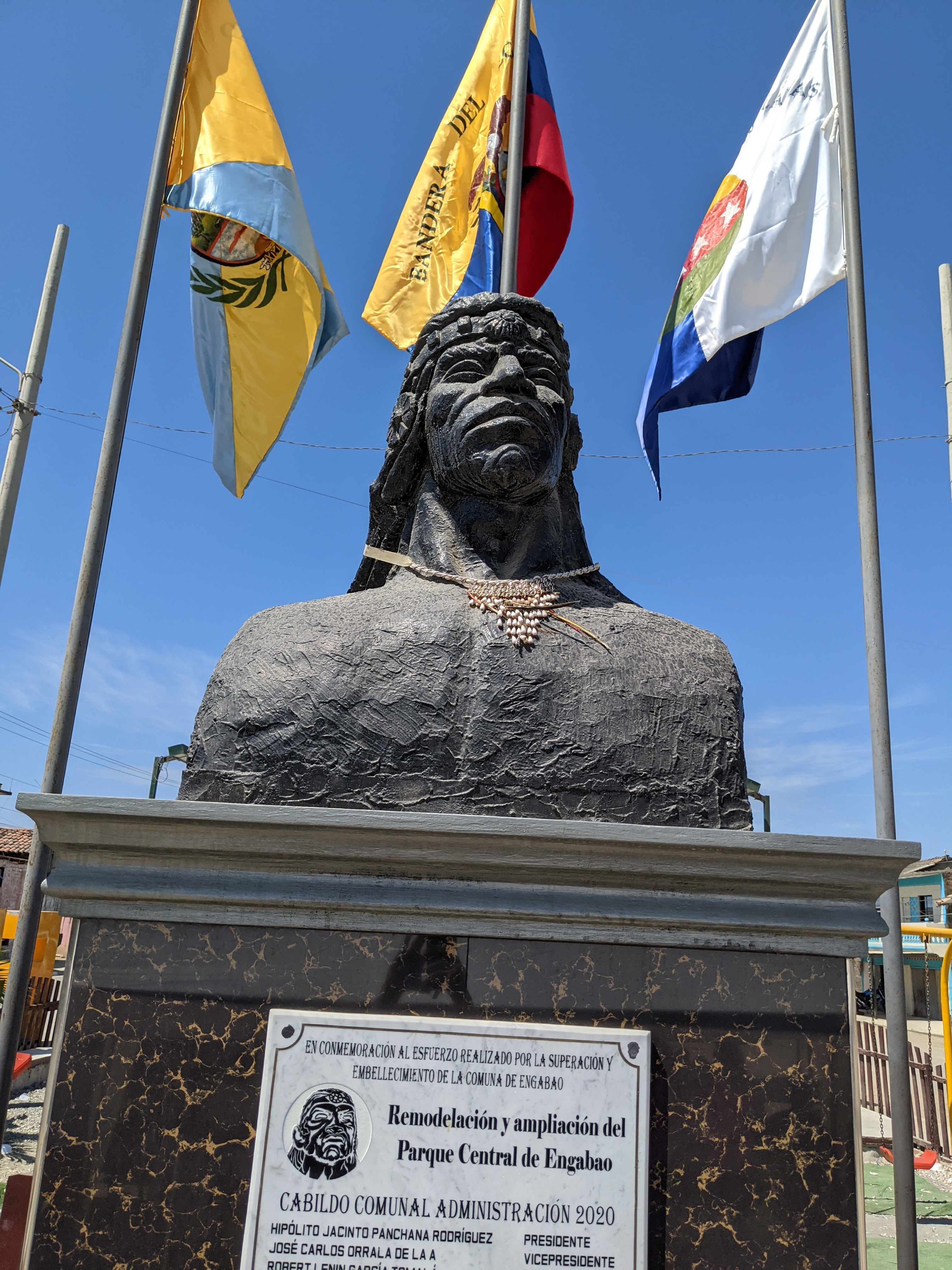
Monumento a Tumbalá en Engabao

En la comuna se han hallado vestigios arqueológicos de gran antigüedad. De acuerdo a las tradiciones orales, el asentamiento de Engabao fue fundado por el cacique Tumbalá, quien en ese entonces dominaba el área del Golfo de Guayaquil y se enfrentó contra los invasores españoles en los tiempos de la colonización. En honor a Tumbalá se levantó un busto en 2012, ubicado en el parque de la comuna. El centro educativo del poblado también está nombrado en honor al cacique.
El pueblo adquirió la categoría de comuna en 1982, cuando su población superó los 3000 habitantes.

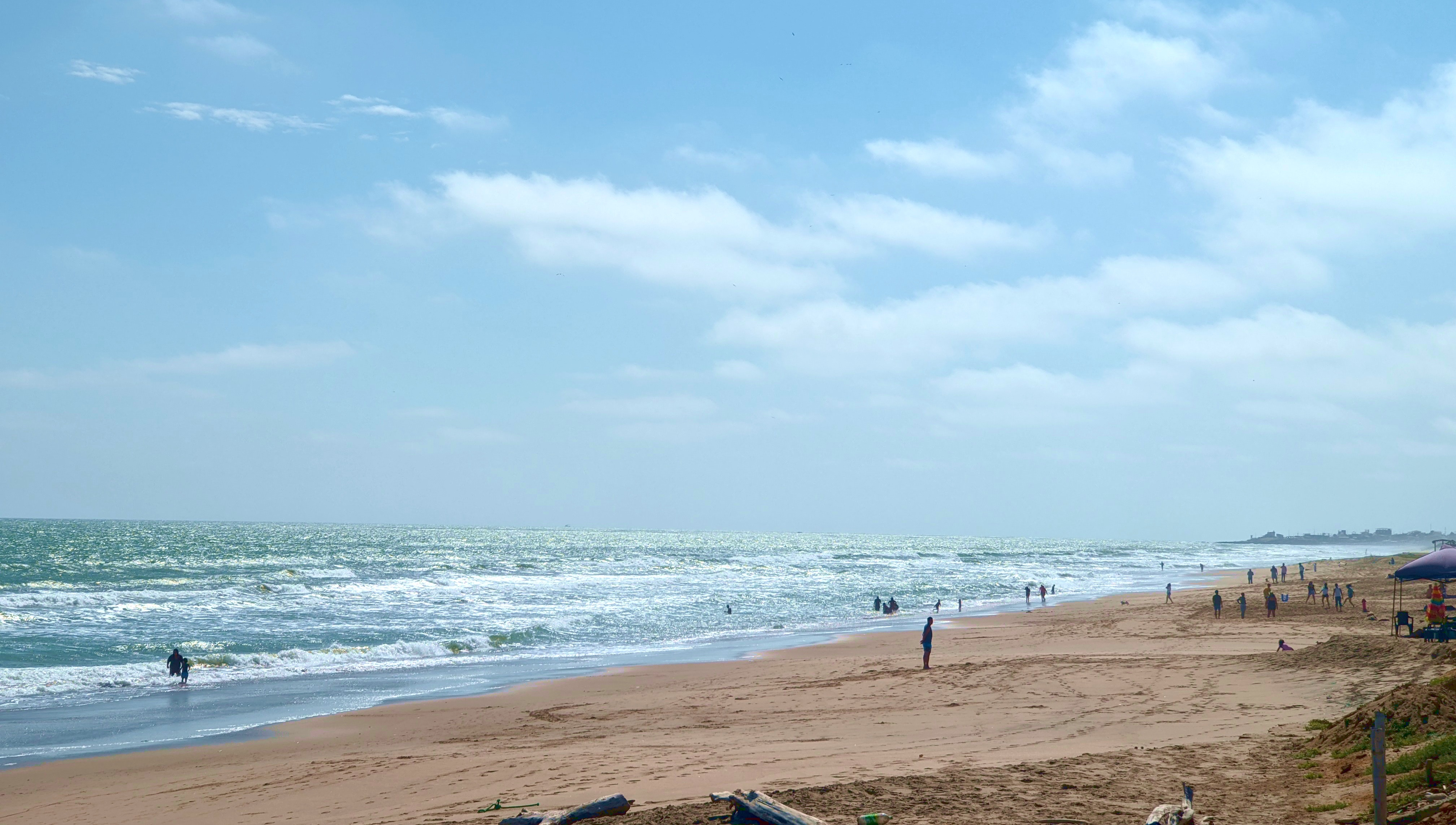
Playa Paraíso, Engabao